# Pietro Franciosi
Pietro Franciosi (Città di San Marino, 13 giugno 1864 – Città di San Marino, 21 dicembre 1935) è stato un politico e insegnante sammarinese.

## Biografia
Nato nel 1864, dopo aver completato gli studi superiori a San Marino si iscrisse all'Università di Bologna e tra i suoi docenti ci fu Giosuè Carducci. Venne in contatto con i fermenti socialisti in Romagna. Ottenuta la laurea nel 1889, insegnò storia e geografia nel liceo di Città di San Marino e ebbe tra i suoi allievi il futuro fascista Italo Balbo. Si fece portavoce delle classi più disagiate, fondò nel 1892 il primo gruppo socialista sammarinese, fondò il movimento che portò all'Arengo del 1906, si avvicinò alla Società Unione Mutuo Soccorso di cui divenne presidente fino al 1917. Fondò la Cassa di Risparmio, il Magazzino cereali, le Cucine economiche e la Cooperativa degli Scalpellini. Nel 1921 venne esonerato dall'insegnamento per le sue idee socialiste. Venne picchiato varie volte dai fascisti e fu sorvegliato e condannato ai domiciliari. Per mantenersi fu costretto a dare lezioni private a Santarcangelo di Romagna e a Rimini. Fu chiamato da Giovanni Gentile all'Enciclopedia Treccani. Venne investito da un'auto a Rimini nel 1933 e le sue condizioni di salute peggiorarono fino alla morte nel 1935.